# سوویفت ایر
سوویفت ایر (به انگلیسی: Swift Air) یک شرکت هواپیمایی با کد یاتا WQ است که در ۱۹۹۷ میلادی تأسیس شده‌است. دفتر مرکزی سوویفت ایر در فینیکس، آریزونا، آریزونا، ایالات متحده آمریکا واقع شده‌است و قطب این شرکت هواپیمایی در فرودگاه بین‌المللی فینکس اسکای هاربر قرار دارد.